# Colonia Río Verde
Colonia Río Verde es una localidad del municipio de Cuauhtémoc, ubicado en la región sureste del estado mexicano de Zacatecas.

## Geografía
La localidad se ubica a 8.8 kilómetros (en dirección oeste) de la localidad de San Pedro Piedra Gorda, la cabecera y lugar más poblado del municipio. Se sitúa en las coordenadas geográficas 22°30′39″N 102°20′01″O / 22.510833, -102.333611, a una elevación de 2,134 metros sobre el nivel del mar.

## Demografía
Según el Conteo de Población y Vivienda 2020, efectuado por el Instituto Nacional de Estadística y Geografía, la localidad tiene 459 habitantes, de los cuales 213 son del sexo masculino y 246 del sexo femenino. Su tasa de fecundidad es de 2.95 hijos por mujer y tiene 117 viviendas particulares habitadas.
| Gráfica de evolución demográfica de Colonia Río Verde entre 1950 y 2020 |
|                                                                         |
| INEGI.                                                                  |